# Театар Улица
Театар Улица је основан 2018. године у Београду. Међу оснивачима били су Новак Пулетић, Милица Ђуричковић, Никола Конџуловић, Катарина Јовановић, Ведран Боровчанин, Софија Ђурић, Душан Веселиновић, Јелена Никодиновски, Ирена Цветић, Маријана Мандић